# Casama hemippa
Casama hemippa är en fjärilsart som beskrevs av Swinhoe 1906. Casama hemippa ingår i släktet Casama och familjen tofsspinnare. Inga underarter finns listade i Catalogue of Life.